# Eagles
Eagles é uma banda norte-americana de rock, formada em 1971 em Los Angeles, Califórnia por Glenn Frey, Don Henley, Bernie Leadon e Randy Meisner. Os Eagles são uma das bandas mais rentáveis da indústria musical dos EUA. O seu álbum Their Greatest Hits (1971–1975) vendeu mais de 29 milhões de cópias, número recorde naquele país, e 41 milhões no mundo. No total, os Eagles já venderam cerca de 150 milhões de álbuns e singles mundialmente, sendo 100 milhões só nos Estados Unidos. Sua música mais famosa é "Hotel California", gravado no Criteria Studios, Miami & The Record Plant, Los Angeles.
Formado em 1971, por Randy Meisner (baixo), Bernie Leadon (guitarra), Don Henley (bateria e vocais) e Glenn Frey (guitarra e vocais) lançaram o LP de estreia em 1972, com excelente e imediata aceitação. Depois do terceiro LP, o guitarrista e vocalista Don Felder uniu-se ao grupo. Em 1976, Bernie Leadon deixou a banda, sendo substituído por Joe Walsh. Mas ao contrário do que se poderia esperar, a alteração não prejudicou o sucesso do Eagles. Em 1980 fizeram uma série de shows com ótima aceitação por parte do público e ganharam seis Grammy.
A última formação do grupo antes do primeiro hiato, em 1980, contou com o baixista e vocalista Timothy B. Schmit, substituindo Randy Meisner, e o tecladista de apoio Joe Vitale.
Glenn Frey, guitarrista e vocalista desde a primeira formação, faleceu em 18 de janeiro de 2016, aos 67 anos, devido a complicações decorrentes de artrite reumatóide, pneumonia e durante a recuperação de uma cirurgia gastrointestinal. Menos de dois meses após sua morte, a banda anunciou o seu fim, em entrevista à BBC.
O que era para ser um fim definitivo após a morte de Frey, foi apenas um pequeno hiato de um ano e meio. Os Eagles voltaram a se apresentar em julho de 2017, com uma formação composta, além de Henley, Walsh e Schmit, pelo astro country Vince Gill e pelo filho de Glenn Frey, Deacon Frey, ambos nas guitarras e vocais. Além de Will Henley, filho de Don Henley, como guitarrista de apoio.

## História
A banda começou a se formar quando Linda Ronstadt e o então empresário do grupo, John Boylan contrataram os músicos Glenn Frey e Don Henley na primavera de 1971. Randy Meisner e Bernie Leadon se juntariam ao grupo para fazerem a turnê de verão. Os Eagles originais tocariam apenas uma vez juntos ao vivo como apoio à Ronstadt (em um concerto em julho na Disneylândia), porém todos os quatro apareceram em seu álbum de 1971 de mesmo nome. Após o período com Ronstadt e com seu incentivo, eles decidiram formar sua própria banda, assinando em seguida com a Asylum Records, um novo selo iniciado por David Geffen. Geffen e seu parceiro Elliot Roberts inicialmente administraram a banda.

### Eagles(1972)
O álbum de estreia foi gravado na Inglaterra em fevereiro de 1972 com o produtor Glyn Johns e lançado em 26 de junho de 1972. Eagles teve uma aceitação imediata, tendo três singles no Top 40. O primeiro single e faixa "Take It Easy", foi uma canção escrita por Glenn Frey e seu amigo Jackson Browne. Browne tinha escrito o primeiro e o terceiro verso, além do refrão, foi quando ele parou. Depois de dar permissão a Frey para trabalhar nela, ele acrescentou o segundo verso e Browne continuou até o final da canção. A canção alcançou a #12 posição na Billboard Hot 100 e impulsionou o Eagles ao estrelato. O single foi seguido pela blueseira "Witchy Woman" e pela balada soft country rock "Peaceful Easy Feeling", atingindo a #9 e #22 posição respectivamente.
O Eagles foi uma força importante na popularização do country rock do Sul da Califórnia. A lista da revista Rolling Stone de 2003 dos 500 melhores álbuns de sempre colocou Eagles na #374 posição. Além disso, o álbum também está incluso no livro de 2008 1001 Discos para Ouvir Antes de Morrer de Robert Dimery.

### Desperado(1973)
Seu segundo álbum, Desperado, foi baseado no Velho Oeste e inspirado na Quadrilha dos Dalton, nele fazem comparações entre seus estilos de vida e astros do rock modernos. Este álbum apresenta uma tendência do grupo para a composição conceitual. Foi durante as sessões de gravação desse álbum que Don Henley e Glenn Frey começaram a compor juntos, participando de oito das onze músicas do álbum, incluindo duas das canções mais populares do grupo: "Tequila Sunrise" e "Desperado". As músicas bluegrass "Twenty-One", "Doolin-Dalton" e a balada "Saturday Night" mostrou as habilidades do guitarrista Bernie Leadon com a guitarra, banjo e o bandolim.
A história do Velho Oeste foi notável através da gangue "Doolin-Dalton", cuja história ganha foco nas canções "Doolin-Dalton", "Bitter Creek" e "Desperado". O álbum foi menos bem sucedido do que o primeiro, atingindo alcançando apenas a #41 posição na parada de álbuns pop dos Estados Unidos, tendo apenas dois singles na parada da Billboard, sendo eles: "Tequila Sunrise" e "Outlaw Man", que alcançaram respetivamente a #61 e #59 posição. Além disso, a canção "Desperado" fez parte da lista da revista Rolling Stone de 2004 das "500 melhores canções de todos os tempos, onde ficou na #494 posição.
O álbum marcou uma mudança significativa para a banda, com Henley e Frey co-escrevendo a maior parte do álbum, um padrão que continuaria nos anos seguintes. Posteriormente, a dupla começou a conduzir a banda em termos de liderança e composição, distanciando o foco da banda de Leadon e Meisner, apesar das suposições iniciais de que eles conduziriam a banda.

### On the Border(1974)
Para o próximo álbum, On the Border, Henley e Frey queriam que a banda se afastassem um pouco do estilo da música country, que foi como eles ficaram conhecidos, e se aproximassem do hard rock. Inicialmente, o Eagles começou a produção do álbum com Glyn Johns, que tendia em enfatizar o lado exuberante da músicas. Após completar apenas duas músicas, a banda o substituiu por Bill Szymczyk para produzir o resto do disco. Szymczyk trouxe Don Felder para um sessão de gravação para tocar guitarra slide na canção "Good Day in Hell" e dois dias depois a banda ficou tão impressionado que eles convidaram Felder para se tornar o quinto Eagle. Ele apareceu em apenas uma outra canção do álbum, em "Already Gone, onde faz um duo de guitarra com Glenn Frey. On the Border rendeu um single na #1 posição na Billboard ("Best of My Love"), que atingiu o topo das paradas em 1 de março de 1975, tornando-se a primeira canção do Eagles a alcançar essa posição. "Already Gone" também foi bem sucedida, atingindo #32 posição nas paradas e mostrando um pouco do novo som da banda com a adição de Felder. O álbum também contou com o cover "Ol'55" de Tom Waits e o single "James Dean", que alcançou #77 posição.
A banda também tocou no famoso festival California Jam, em Ontario, Califórnia, em 6 de abril de 1974. Atraindo mais de 200.000 fãs, tocando ao lado de gigantes do rock dos anos 70 como Black Sabbath, Emerson, Lake & Palmer, Deep Purple, Earth, Wind & Fire, Seals & Crofts, Black Oak Arkansas e Rare Earth. Partes do show foram televisionados pela ABC nos EUA, expondo a banda para um público mais amplo.

### One of These Nights(1975)
O Eagles lançou seu quarto álbum de estúdio, One of These Nights, em 10 de junho de 1975. Esse foi o último álbum a apresentar o membro fundador Bernie Leadon e primeiro a incluir o guitarrista Don Felder como membro. Leadon estava desiludido com a direção musical que a banda estava seguindo. Leadon co-escreveu duas músicas do álbum, "I Wish You Peace", que ele escreveu com Patti Davis (filha do futuro presidente Ronald Reagan e Nancy Davis Reagan) e cantou. Ele também escreveu a instrumental "Journey of the Sorcerer", que mais tarde seria usada como a música tema de apresentação do programa de rádio da BBC Radio 4 The Hitchhiker's Guide to the Galaxy.
Em 20 de dezembro de 1975, foi anunciado que Leadon havia deixado a banda e que Joe Walsh havia sido contratado como seu substituto. Walsh, que anteriormente havia tocado no James Gang, Barnstorm e trabalhado em sua carreira solo, entrou em contato com o Eagles por meio do produtor Bill Szymczyk, que também havia trabalhado em banda de Walsh e em alguns trabalhos solo. Com a saída de Leadon, o som country do início do Eagles quase desapareceu completamente, com a banda empregando um som mais pesado com as vindas de Felder e Walsh.
One of These Nights provou ser um álbum de sucesso, tornando-os conhecidos internacionalmente. O primeiro single lançado foi a faixa-título do álbum, que se tornou o segundo single a atingir a #1 posição nas paradas, precedido por "Best of My Love". O segundo single foi "Lyin' Eyes", que alcançou a #2 posição nas paradas e concedeu a banda o seu primeiro Grammy na categoria "Melhor Performance Pop por um Duo ou Grupo com Vocais". O terceiro e último single foi "Take It to the Limit", que foi escrito por Randy Meisner, Don Henley, e Glenn Frey. A canção apresenta Meisner no vocal e chegou à #4 posição nas paradas. O álbum também traz "After The Thrill Is Gone". A banda embarcou em uma enorme turnê mundial para divulgar o álbum chamada One of These Nights Tour e durou dez meses. One of These Nights foi indicado em 1976 ao Grammy na categoria "Álbum do Ano".
No início de 1976 a banda lançou a sua primeira compilação, o Their Greatest Hits (1971–1975). O álbum viria a se tornar o álbum mais vendido na história dos EUA com mais de 29 milhões de cópias vendidas e mais de 42 milhões de cópias em todo o mundo. Ele também consolidou o status da banda como a de maior sucesso na América da década.

### Hotel California(1976–1978)
Hotel California foi lançado em 8 de dezembro de 1976, sendo o primeiro a incluir Joe Walsh como membro do grupo. O álbum levou mais ou menos oito meses para ser gravado em estúdio e finalizado, além de ser o primeiro álbum sem Bernie Leadon e o último com Randy Meisner. Pouco tempo depois de sua saída do Eagles, Meisner começou sua carreira solo. Sua maior contribuição para o álbum foi a música "Try and Love Again", que ele compôs e cantou nos vocais principais. Coincidentemente, ele foi substituído pelo mesmo homem que o substituiu na banda Poco, Timothy B. Schmit. O primeiro single do álbum foi "New Kid in Town", que se tornou a terceira canção do grupo a alcançar a #1 posição nas paradas.
O segundo single foi a faixa-título "Hotel California", que também liderou a parada da Billboard em 7 de maio de 1977. A música acabou se tornando a canção assinatura do Eagles. A música apresenta Henley nos vocais e contém um duo de guitarra no final da canção com Don Felder e Joe Walsh. A música foi composta por Felder, Henley e Frey. A canção também é conhecido por sua letra misteriosa. As letras foram interpretadas de várias maneiras, algumas delas controversas. Durante uma recente aparição no programa 60 Minutes (25 de novembro de 2007), Henley desmascara o boato de que a música tinha alguma ligação com o satanismo. Nela, Henley diz que "é basicamente uma canção sobre o lado sombrio do sonho Americano, e sobre o excesso na América, que é algo que eu sabia muito sobre," disse.
"Life in the Fast Lane" também foi um grande sucesso, estabelecendo a posição de Joe Walsh na banda com seu som mais hard rock. Esse o terceiro e último lançado de Hotel California e chegou á #11 posição nas paradas. A balada "Wasted Time" encerra o primeiro lado do álbum, enquanto uma reprise do mesmo, só que instrumental, abre o segundo lado. O álbum se encerra com "The Last Resort", uma música de Frey, até hoje, refere-se a como o maior trabalho de Don Henley.
Assim como Eagles, Hotel California também aparece na lista da revista Rolling Stone dos 500 melhores álbuns de sempre, ocupando a posição 37. É também o seu álbum de estúdio mais vendido, com mais de 16 milhões de cópias vendidas até o momento só nos Estados Unidos. O álbum também ganhou dois Grammys, um na categoria "Gravação do Ano" (Hotel California) e outro na categoria "Melhor Arranjo Vocal" (New Kid in Town). Hotel California liderou as paradas e em 1978 foi indicado ao Grammy na categoria "Álbum do Ano", mas perdeu para Rumours do Fleetwood Mac. Para divulgar o álbum, o Eagles embarcaria em outra grande turnê mundial, apesar da troca de membros da banda e de suas tensas relações pessoais e criativas.
Depois da Hotel California Tour, Randy Meisner deixou a banda e voltou para sua terra natal, Nebrasca, onde começou uma carreira solo. A banda substituiu Meisner por Timothy B. Schmit do Poco. Em 1977, o grupo, menos Don Felder, realizaram um trabalho instrumental e no backing vocal no álbum Little Criminals de Randy Newman, inclusive no controverso hit "Short People", que tem Frey e Schmit no backing vocal.

### The Long Run e dissolução (1979–1980)
Em 1978, o Eagles entra em estúdio para produzir seu próximo álbum de estúdio, o The Long Run. O objetivo inicial da banda era que esse álbum fosse duplo, mas os membros da banda não conseguiram compor as músicas suficientes. The Long Run foi lançado em 24 de setembro de 1979, com grande êxito. Embora considerado uma decepção por alguns críticos por não fazer jus ao Hotel California, ele surpreendeu, sendo um grande sucesso comercial. O álbum chegou ao topo das paradas e vendeu 7 milhões de cópias. Além disso, todos os três singles lançados do álbum chegaram ao top 10. "Heartache Tonight" alcançou a #1 posição em 10 de novembro de 1979. "The Long Run" e "I Can't Tell You Why" atingiram ambas a #8 posição. A banda também ganhou o seu quarto Grammy, na categoria "Melhor Performance de Rock por um Duo ou Grupo com Vocais para "Heartache Tonight". Durante a gravação do álbum, a banda também gravou duas canções natalinas em 1978, "Please Come Home For Christmas" e "Funky New Year". "Please Come Home For Christmas" foi lançada como single em 1978 e alcançou a #18 posição nas paradas.
O Eagles também contribuiu na canção "Look What You've Done to Me" de Boz Scaggs, o tema de amor do filme de 1980 Cowboy do Asfalto, além de estar contida na trilha sonora do mesmo. O grupo também ajudou Scaggs a re-gravar os vocais de "Look What You've Done to Me", de modo que a canção pudesse ser incluída no álbum de greatest hits. A versão de "Look What You've Done to Me", que estava na trilha sonora do filme utiliza um coro feminino em vez dos backing vocais do Eagles.
Em 31 de julho de 1980, em Long Beach, Califórnia, os ânimos transbordaram no que foi descrito como a "Longa Noite na Praia Errada". Frey e Felder passaram o show inteiro descrevendo um ao outro a pancadaria que cada um planejaria um contra outro depois no backstage. "Apenas mais três canções até que eu chute o seu traseiro, amigo", diz Frey, relembrando o que Felder disse-lhe sussurrando perto do fim do show do grupo. Felder também relembra de Frey fazendo uma ameaça semelhante a ele durante "Best of My Love". "Nós estamos lá cantando 'Best of My Love', mas dentro de nós dois estávamos pensando: 'Assim que isso acabar, eu vou matá-lo'", lembrou Frey.
Parecia ser o fim do Eagles, embora a banda ainda devesse a Elektra Records um registro ao vivo da turnê. Eagles Live (lançado em 7 de novembro de 1980) foi mixado por Glenn Frey e Don Henley em costas opostas — os dois decidiram que não podiam estar no mesmo lugar, muito menos no mesmo estúdio. Com os créditos listadando nada menos que cinco advogados, as notas no encarte do álbum simplesmente disse: "Obrigado e boa noite". Apesar disso, foi lançado um single do álbum, "Road Seven Bridges", que foi gravado durante um concerto ao vivo da banda. Foi escrita por Steve Young, com um arranjo criado por Iain Matthews para o seu álbum de 1973, Valley Hi. A canção alcançou a #21 posição nas paradas em 1980, tornando-se seu último single Top 40 até 1994.

### Dissolução e hiato (1980–1994)
Após a dissolução do Eagles, cada ex-membro embarcou em uma carreira solo. Joe Walsh já havia se estabelecido como um artista solo em 1970, antes e durante seu tempo com o Eagles, mas eram águas desconhecidas para os outros.
Joe Walsh lançou um álbum bem sucedido em 1981, There Goes the Neighborhood, mas álbuns posteriores em toda a década de 1980, como Got Any Gum? não foram muito bem sucedidos. Durante este período, Walsh também se apresentou como um músico de sessão em trabalhos para Dan Fogelberg, Steve Winwood, Richard Marx e Emerson, Lake & Palmer, entre outros, também produzindo e co-escrevendo o álbum de Ringo Starr, Old Wave.

## Integrantes
- Don Henley — vocal, bateria, percussão, guitarra (1971–1980, 1994–2016)
- Joe Walsh — guitarra, teclado, vocal (1975–1980, 1994–2016)
- Timothy B. Schmit — baixo, guitarra acústica, vocal (1977–1980, 1994–2016)
- Glenn Frey — vocal, guitarra, gaita, teclado (1971–1980, 1994–2016)
- Don Felder — guitarra, mandolin, banjo, vocal (1974–1980, 1994–2001)
- Randy Meisner — baixo, vocal (1971–1977)
- Bernie Leadon — guitarra, mandolin, banjo, vocal (1971–1975)

## Discografia
| - 1972 - Eagles - 1973 - Desperado - 1974 - On the Border - 1975 - One of These Nights - 1977 - Hotel California - 1979 - The Long Run - 2007 - Long Road Out of Eden - 1976 - Their Greatest Hits (1971–1975) - 1982 - Eagles Greatest Hits, Vol. 2 - 1984 - The Best of the Eagles - 1994 - The Very Best of The Eagles (1994) - 2000 - Selected Works: 1972-1999 - 2001 - The Very Best of the Eagles (2001) - 2003 - The Very Best of Eagles - 2010 - The Drugs Brother - 2018 - Eagles Legacy - 1980 - Eagles Live - 1994 - Hell Freezes Over | - "Take It Easy" - "Witchy Woman" - "Peaceful Easy Feeling" - "Tequila Sunrise" - "Outlaw Man" - "Already Gone" - "James Dean" - "Best of My Love" - "One of These Nights" - "Lyin' Eyes" - "Take It to the Limit" - "New Kid in Town" - "Hotel California" - "Life in the Fast Lane" - "Please Come Home for Christmas" - "Heartache Tonight" - "The Long Run" - "I Can't Tell You Why" - "Seven Bridges Road" - "Get Over It" - "Love Will Keep Us Alive" - "Hole in the World" - "How Long" - "Busy Being Fabulous" |